# Wesmaelius fulvus
Wesmaelius fulvus är en insektsart som först beskrevs av Luisa Eugenia Navas 1918.  Wesmaelius fulvus ingår i släktet Wesmaelius och familjen florsländor. Inga underarter finns listade i Catalogue of Life.